# 坂本昭 (建築家)
坂本 昭（さかもと あきら、1951年 - ）は、日本の建築家。坂本昭・設計工房CASA主宰。福岡県生まれ。

## 来歴
近畿建築構造研究所を経て、
- 1982年、坂本昭・設計工房CASA設立。
- 1998年-2011年 近畿大学理工学部建築学科非常勤講師
- 2003年-2007年 京都府立大学環境デザイン学科非常勤講師
- 2003年-2008年 関西大学環境都市工学部建築学科非常勤講師
- 2004年-2011年 大阪工業大学大学院工学研究科非常勤講師
- 2012年-2017年 近畿大学建築学部特任教授

## 主な受賞
- 1995年-Nashop Lighting Award '95最優秀賞、第21回hiroba作品賞
- 1997年-第43回大阪建築コンクール 大阪府知事賞、日本建築家協会新人賞、第12回日本建築士会連合会賞 奨励賞、第3回健康な住まいコンテスト'97 優秀賞
- 1999年-第10回みどりの景観賞（大阪施設緑化賞）
- 2001年-日本建築学会作品選奨、第47回大阪建築コンクール第1部門大阪府知事賞、第47回大阪建築コンクール第2部門大阪府知事賞、第6回関西建築家大賞、第16回日本建築士会連合会賞　優秀賞
- 2003年-日本建築学会作品選奨、高岡市都市美景観賞 最優秀賞、Nashop Lighting Award '03 優秀賞
- 2005年-Residential Lighting Award '04 優秀賞
- 2006年-Residential Lighting Award '05 審査員特別賞
- 2009年-第24回日本建築士会連合会賞　優秀賞
- 2012年-日本建築学会作品選奨、 兵庫県知事賞
- 2016年-兵庫県知事賞、 公共建築賞
- 2017年-BCS賞、 日本建築家協会 優秀建築賞
- 2018年-日本建築学会作品選奨、 GOOD DESIGN賞 2018

## 展覧会
- 2000年-現代日本建築・都市計画・ランドスケープ展、オランダ建築博物館 (Rotterdam, Netherlands)
- 2004年-建築展 「繊細-SENSAI- 日本建築家展」、国立建築博物館 (Mexico-city, Mexico)
- 2005年-建築展 「繊細-SENSAI- 日本建築家展」、ウィーン市建築都市計画ギャラリー (Vienna, Austria)、建築展 「繊細-SENSAI- 日本建築家展」Haus Der Stifung (Osnabruck, Germany)、建築展 「繊細-SENSAI- 日本建築家展」Taksim Municipal Art Gallery (Istanbul, Turkey)
- 2006年-建築展 「繊細-SENSAI- 日本建築家展」、M.N.A.C 現代美術館　(Bucharest, Romania)
- 2008年-建築展 「繊細-SENSAI- 日本建築家展」、トリノポリテクニク大学　(Torino, Italy)

## 主な作品
- 富田林の家
- 白翳の家
- 北楠の家
- 白雨館
- 白いアトリエ
- 羽曳が丘の家
- 苦楽円の家
- 勝山の家
- 洛北の家
- 加古川のオフィス
- 太子の杜
- 太子町新庁舎 太子の環